# Candida (rod)
Candida (česky Kandida) je rod kvasinek. Řada kandid je komenzály, některé však mohou být i příčinou onemocnění. V důsledku poškození vaginální mikroflóry může dojít k přemnožení kandid a rozvoji tzv. mykotické vulvovaginitidy. Vážné kandidové infekce se poměrně často vyskytují u nemocných s poškozeným imunitním systémem jako tzv. oportunní infekce.

## Někteří zástupci
- Candida albicans
- Candida auris[1]
- Candida dubliniensis
- Candida glabrata
- Candida parapsilosis
- Candida tropicalis